# 矮小褶口螺
矮小褶口螺（学名：Ptychopoma humile）为环口螺科褶口螺属的动物，是中国的特有物种。分布于长江流域一带、江苏、上海、安徽、江西、湖南、湖北、四川等地，生活环境为陆地，一般栖息于阴暗潮湿多腐殖质的灌木草丛中。